# Dicionário Mulheres do Brasil
Dicionário Mulheres do Brasil é um dicionário brasileiro que reúne cerca de 900 entradas sobre personalidades brasileiras. O livro resgata a história das mulheres que não costumam aparecer nos livros escolares e esboçam um retrato dos 500 anos da condição feminina no país.

## Conteúdo
Lançado em outubro de 2000, após três anos de pesquisa de um grupo de 100 pessoas, com o apoio da Fundação Ford. As prefaciadoras do livro lembram que por causa do grande número de mulheres que se colocaram em relevo "optou-se por aquelas cujo talento, pioneirismo e reconhecimento público houvessem marcado uma determinada época".
Na pesquisa feita pela equipe coordenada por Maria Aparecida Schumaher, nomes de mulheres até então excluídas da história oficial ganham destaque em relatos minuciosos e contextualizados, mostrando que, em todas as épocas, a despeito do preconceito e das imposições culturais.